# Isole Vergini spagnole
Con il nome di Isole Vergini spagnole o Isole del Passaggio (in inglese Spanish Virgin Islands o Passage Islands, in spagnolo Islas Vírgenes Españolas o Islas del Pasaje o Islas Vírgenes de Puerto Rico) vengono indicate le isole di Vieques e Culebra più alcuni scogli minori, per una superficie complessiva di circa 163 km². Esse si trovano ad est di Porto Rico di cui fanno parte; Porto Rico è a sua volta uno stato associato agli Stati Uniti d'America.

## Caratteristiche
Rispetto alle altre Isole Vergini, che sono perlopiù anglofone, queste due isole sono ispanofone, a causa della storia differente della loro colonizzazione. Mentre infatti le Isole Vergini britanniche furono colonizzate dagli inglesi e le Isole Vergini Americane dai danesi e poi vendute agli Stati Uniti d'America, le isole di Vieques e Culebra vennero colonizzate dalla Spagna che le annesse al possedimento di Portorico. Poiché in seguito anche Portorico venne conquistata dagli statunitensi, anche in queste isole si è comunque diffusa la lingua inglese come lingua secondaria.